# Paul Adami
Paul Adami (* 9. Juli 1739 in Trenčín; † 11. November 1814 in Wien) war ein österreichischer Tierarzt und Hochschullehrer.

## Leben
Adami studierte zunächst Jura und dann Medizin an der Universität Wien, wo er 1766 den Doktor der Medizin erhielt. Im Jahre 1767 kam er nach Kroatien, wo er als Regierungsarzt zur Bekämpfung von ansteckenden Tierkrankheiten tätig war.
Im Jahre 1775 kehrte er nach Wien zurück und lehrte an der dortigen Universität als Professor für Viehseuchenkunde an der medizinisch-chirurgischen Fakultät. Im Jahre 1803 wurde er von der österreichischen Regierung nach Krakau versetzt, wo er an der Jagiellonen-Universität als ordentlicher Professor der Tierepidemiologie bis 1809 tätig war. Er kehrte nach Wien zurück und emeritierte im Jahre 1812.